# Панагия Влахерна (Корфу)
Монасты́рь Влахе́рнской ико́ны Бо́жией Ма́тери (греч. Ιερά Μονή Παναγίας Βλαχερνών) — христианский монастырь, построенный на островке недалеко от Корфу, напротив площади Канони, к югу от города Корфу. Островок находится в 300 метрах от материка, с которым он соединён пешеходным мостом. Добраться к церкви можно прогулявшись пешком по дамбе длиной в 20 метров, которая используется как причал для катеров и лодок. Монастырь находиться в зоне посадки самолётов аэропорта Иоаннис Каподистрия (аэропорт) и над храмом практически постоянно заходят на посадку самолёты. Влахернская церковь входит в состав небольшого женского монастыря построенного по разным данным ориентировочно в XVII веке. Недалеко от храма на маленьком островке также находятся кельи монахов и служебные помещения, которые выстроены в виде единого здания. Монастырь функционировал до 1980 года. Сам храм небольшой белого цвета построен из камня с черепичной крышей и двухэтажной колокольней с поделённой на три части. У подножия колокольни находится арка, через неё проходит вход во двор монастыря, а затем в храм.
Монастырь упоминается в книге о канонизации церкви святого Элефтериоса в Периволи, который участвовал в долевом строительстве монастыря. Согласно преданию, нынешний монастырь был построен в XVII веке. Монастырь функционировал до 1980 года как женский монастырь.
Комплекс облицован плиткой и имеет небольшую белую церковь и двухъярусную колокольню, в основании которой образована арка, являющаяся входом во двор монастыря. Церковь украшена фресками и имеет резной иконостас . Монастырь празднует свой праздник 2 июля.